# Clubiona flavocincta
Clubiona flavocincta là một loài nhện trong họ Clubionidae.
Loài này thuộc chi Clubiona. Clubiona flavocincta được Hercule Nicolet miêu tả năm 1849.